# Iridomyrmex calvus
Iridomyrmex calvus é uma espécie de formiga do gênero Iridomyrmex.